# Județul Alba (interbelic)
Județul Alba a fost o unitate administrativă de ordinul întâi din Regatul României, aflată în regiunea istorică Transilvania. Reședința județului era orașul Alba Iulia.

## Întindere

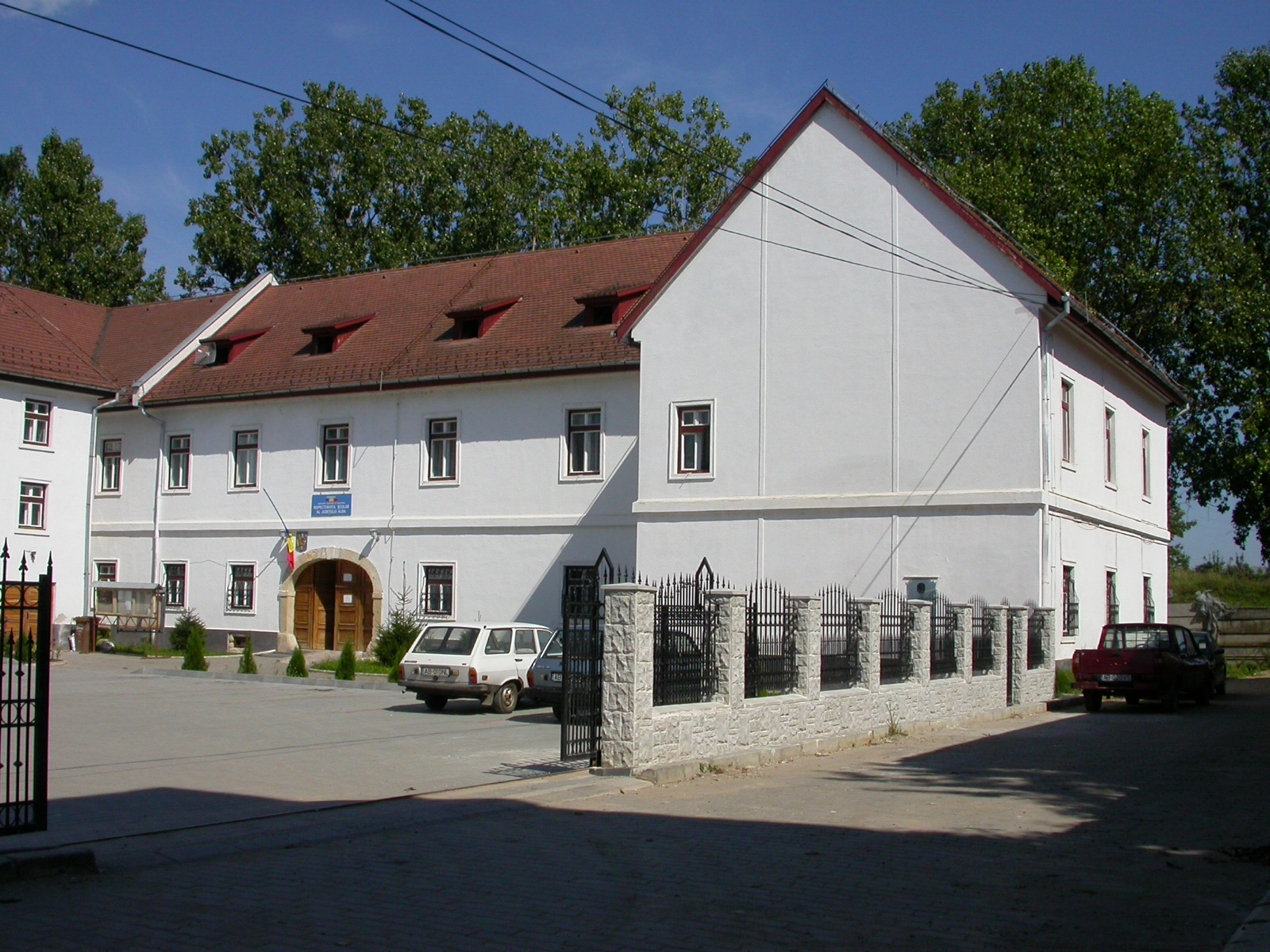
Clădirea Prefecturii județului Alba din perioada interbelică. Clădirea-monument istoric, construită în secolul al XVIII-lea și situată pe Str. Gabriel Bethlen nr. 7, îndeplinește în prezent rolul de sediu al Inspectoratului Școlar Județean Alba.

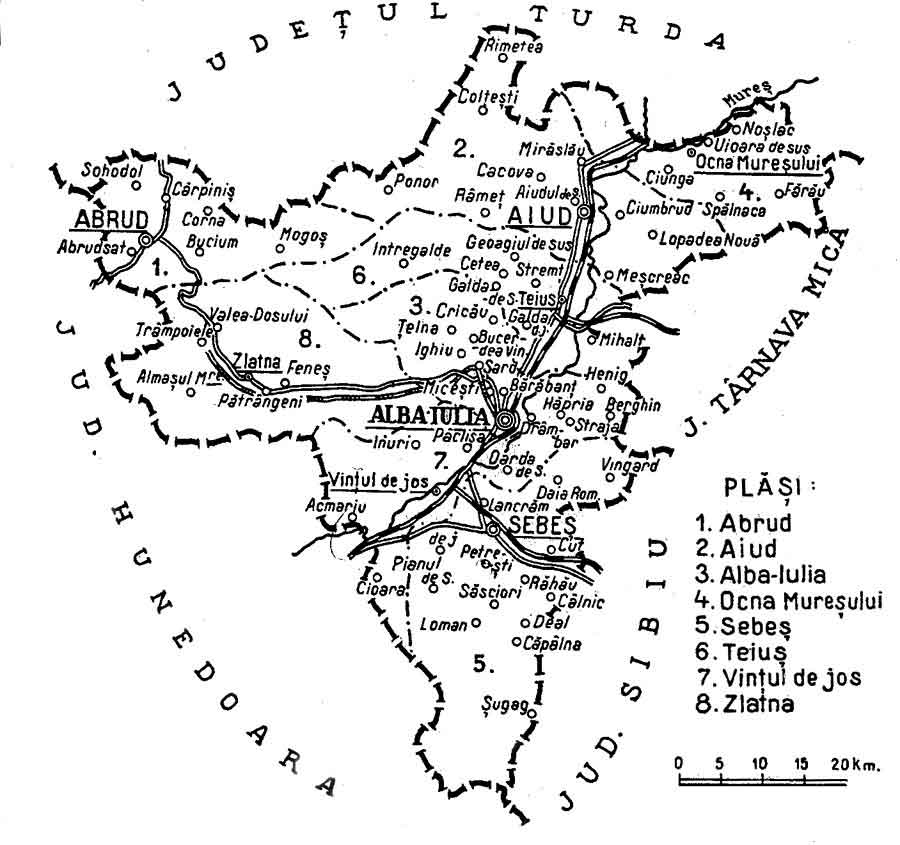
Harta județului, cu dispunerea și denumirea plășilor, în anul 1938.

Județul se afla în partea central-vestică a României Mari, în sud-vestul regiunii Transilvania. Teritoriul său cuprindea partea centrală a actualului județ Alba. Se învecina la vest cu județul Hunedoara, la nord cu județul Turda, iar la est cu județele Sibiu și Târnava Mică.

## Organizare
Teritoriul județului era împărțit inițial în șapte plăși:
1. Plasa Abrud,
2. Plasa Aiud,
3. Plasa Ighiu,
4. Plasa Ocna Mureș,
5. Plasa Sebeș,
6. Plasa Teiuș și
7. Plasa Vințu de Jos.

Ulterior plasa Ighiu a fost desființată și au fost înființate două plăși noi:
1. Plasa Alba Iulia și
2. Plasa Zlatna.

Județul cuprindea patru comune urbane sau orașe (Alba Iulia, Abrud, Aiud și Sebeș), respectiv 151 de sate, împărțite pe plăși după cum urmează: plasa Abrud – 7 sate, plasa Aiud – 33 de sate, plasa Alba Iulia – 18 sate, plasa Ocna Mureș – 21 de sate, plasa Sebeș – 21 de sate, plasa Teiuș – 20 de sate, plasa Vințul de Jos – 13 sate și plasa Zlatna – 18 sate.

## Stemă
Stema județului interbelic Alba este reprezentată de un legionar roman de argint, pe fond albastru, stând în picioare și ținând în mâna dreaptă o lance de argint, iar în mâna stânga un scut negru cu inscripția V.R.R. (Virtus Romana Rediviva).

## Populație
Conform datelor recensământului din 1930 populația județului era de 212.749 de locuitori, dintre care 81,5% români, 11,3% maghiari, 3,6% germani, 1,8% țigani, 1,4% evrei ș.a. Sub aspect confesional populația era formată din 50,1% ortodocși, 31,6% greco-catolici, 7,5% reformați (calvini), 3,4% romano-catolici, 3,3% evanghelici (lutherani), 1,2% unitarieni ș.a.

### Mediul urban
În 1930 populația urbană a județului era de 33.365 locuitori, dintre care 58,8% români, 23,0% maghiari, 8,2% germani, 6,2% evrei, 1,6% țigani ș.a. Din punct de vedere confesional orășenimera era alcătuită din 38,3% ortodocși, 21,4% greco-catolici, 14,7% reformați (calvini), 7,2% evanghelici (lutherani), 6,5% mozaici ș.a.

## Materiale documentare

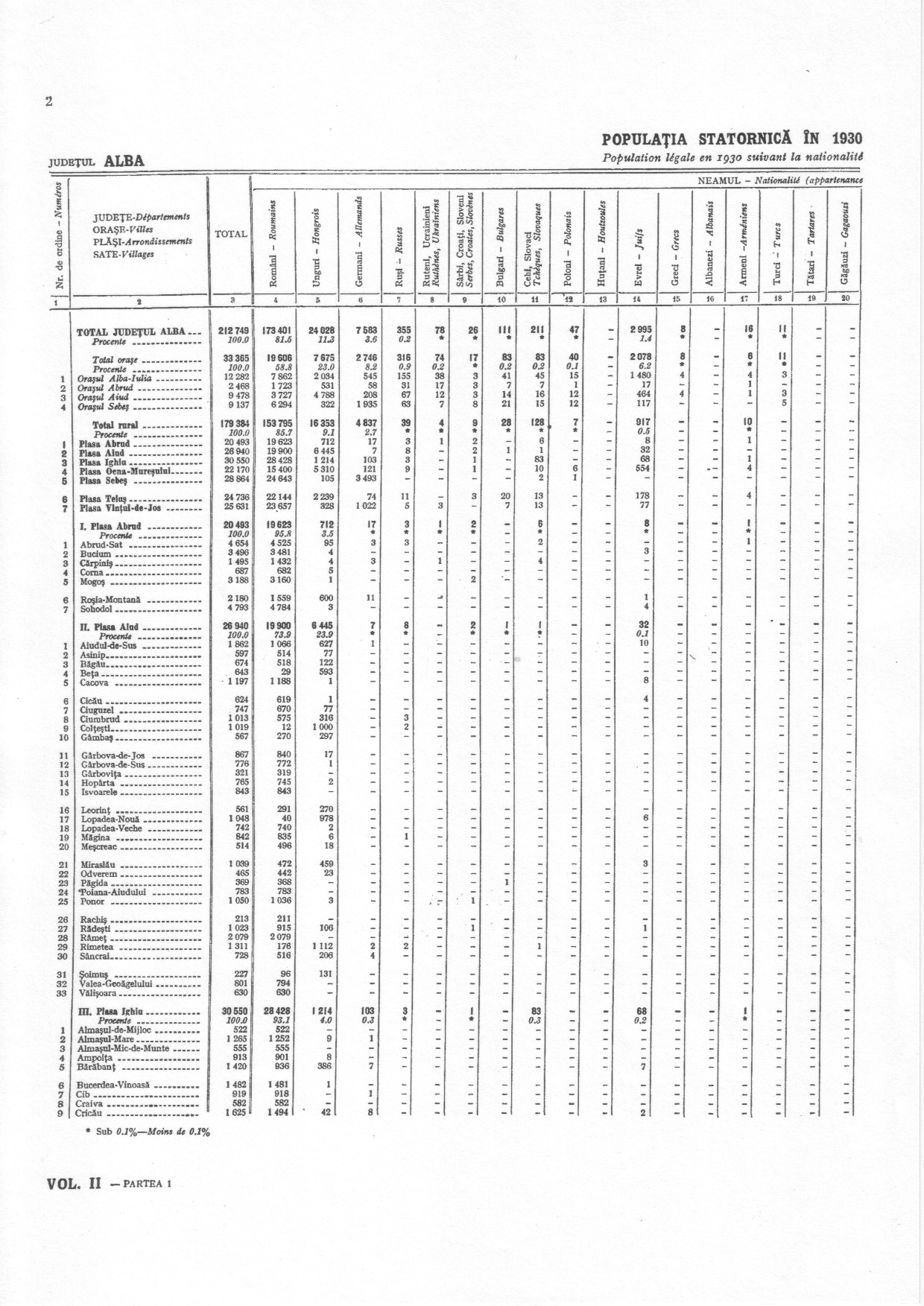
Populația județului în anul 1930, după etnie și limbă maternă
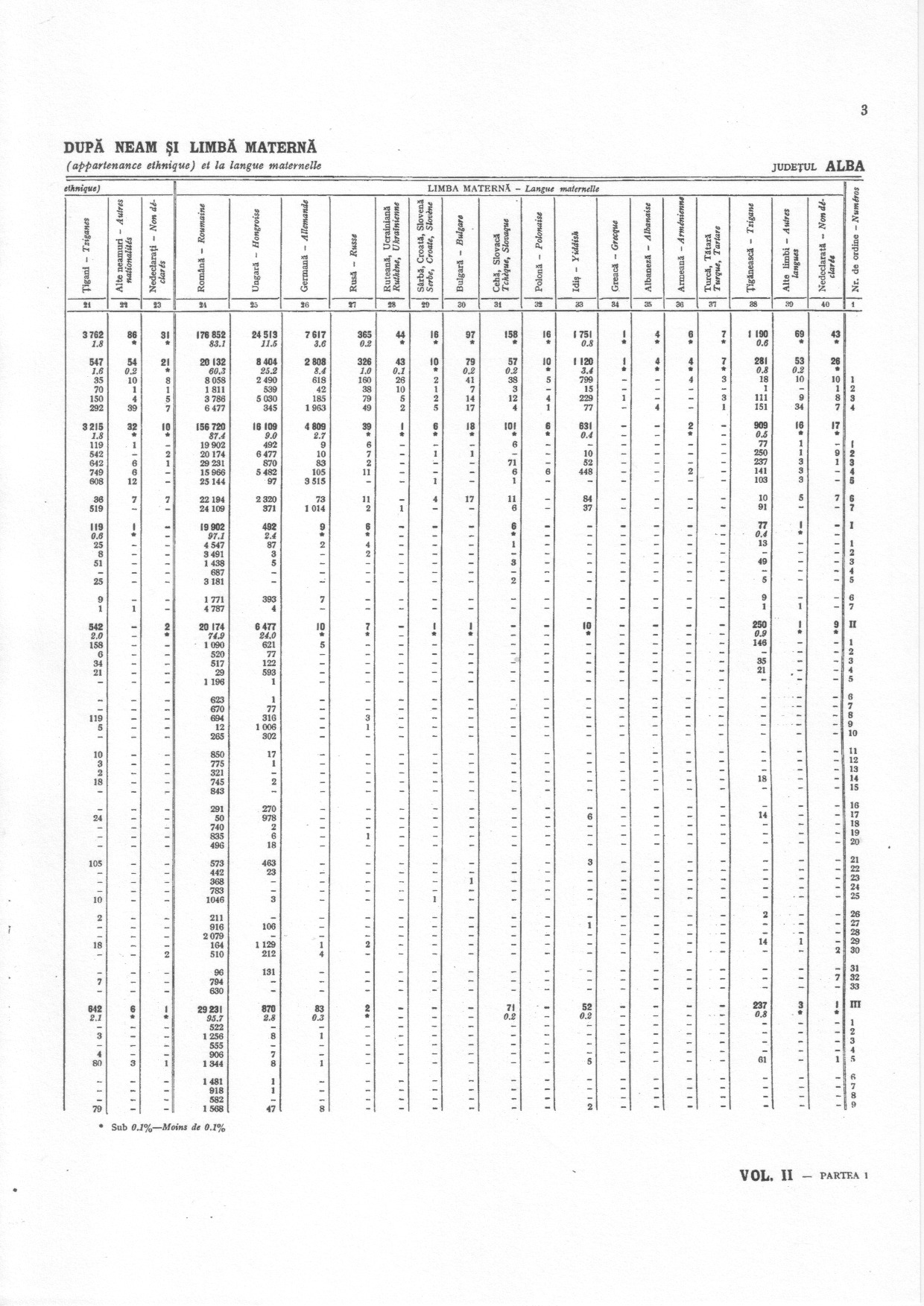
Populația județului în anul 1930, după etnie și limbă maternă
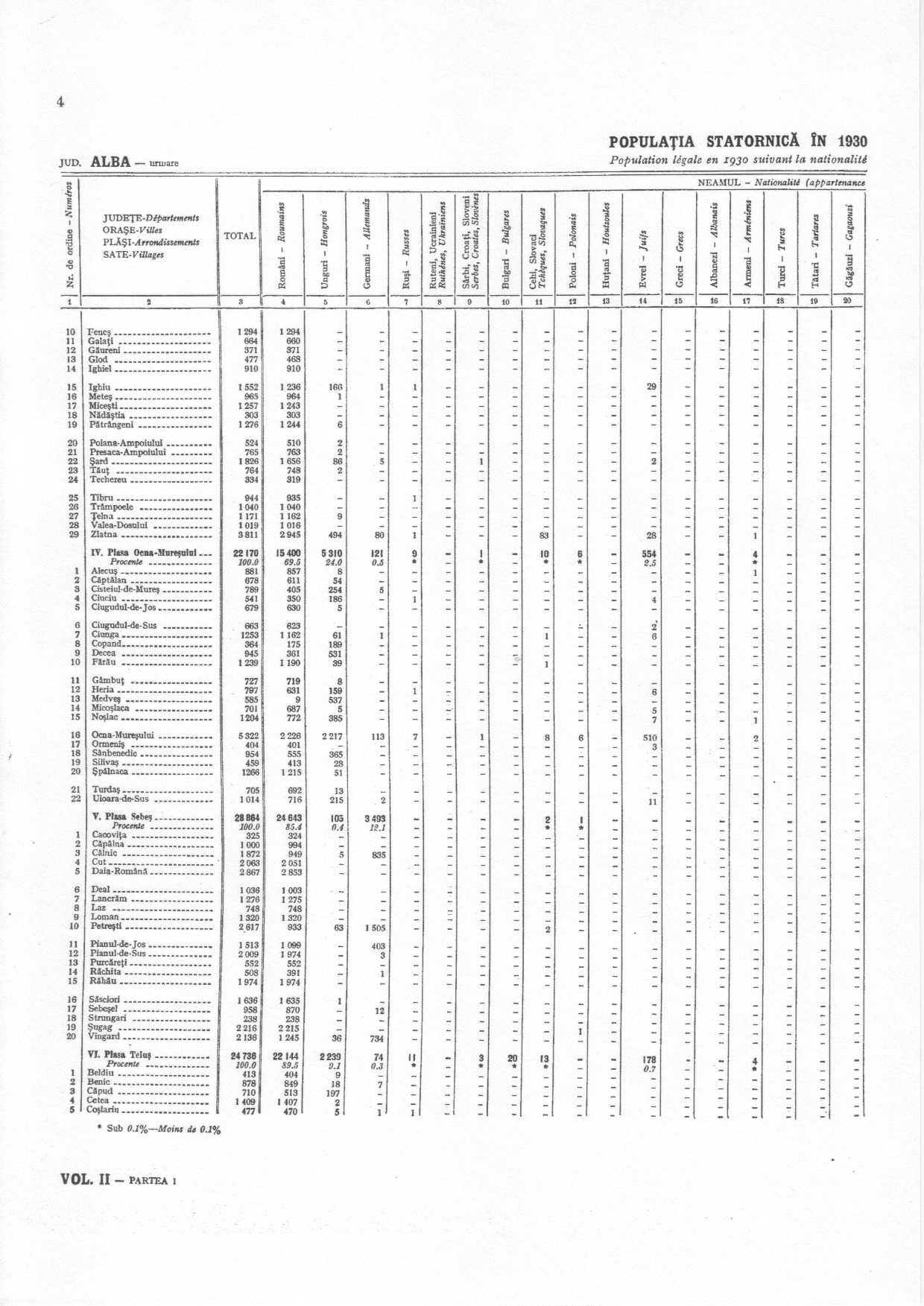
Populația județului în anul 1930, după etnie și limbă maternă
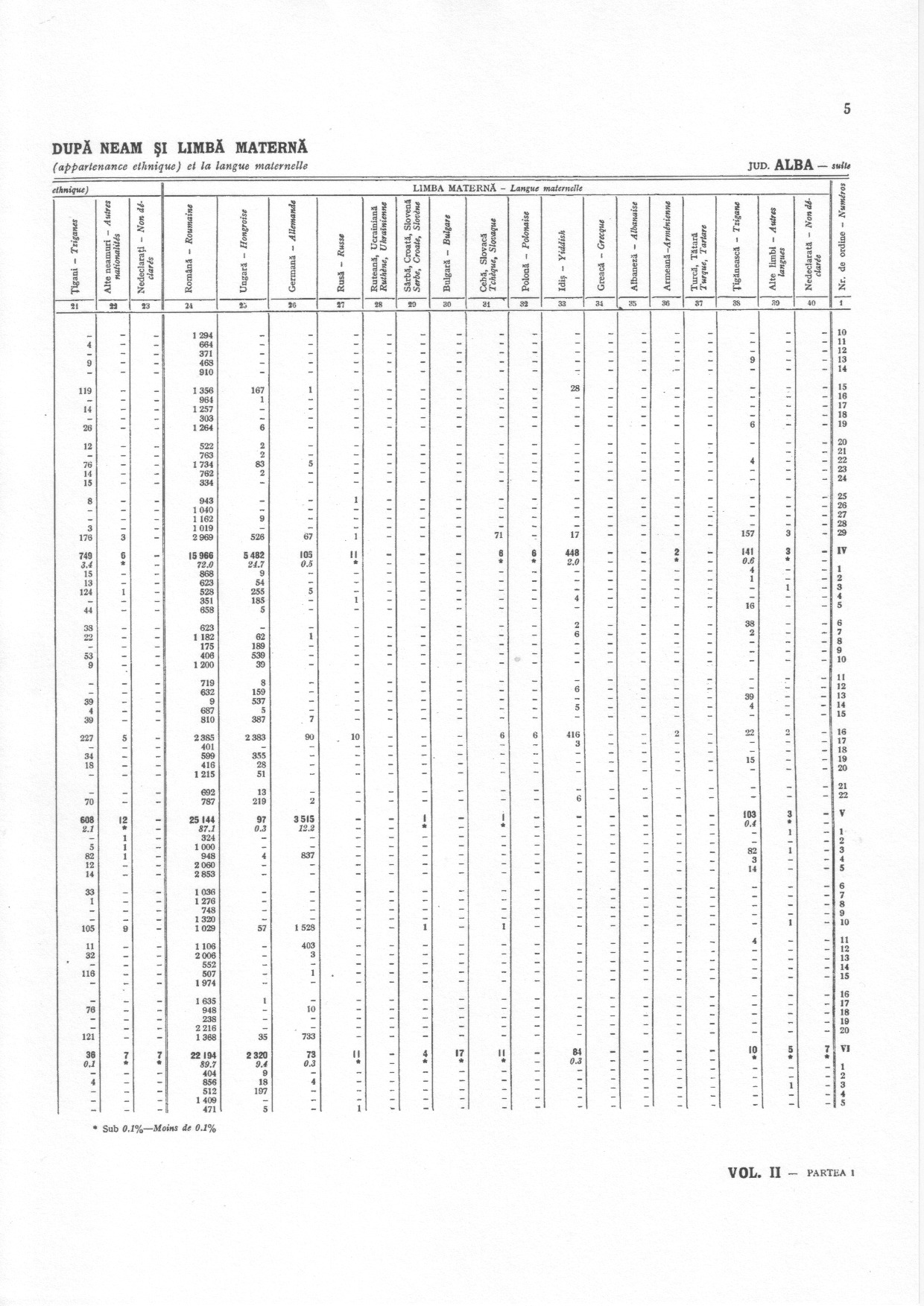
Populația județului în anul 1930, după etnie și limbă maternă
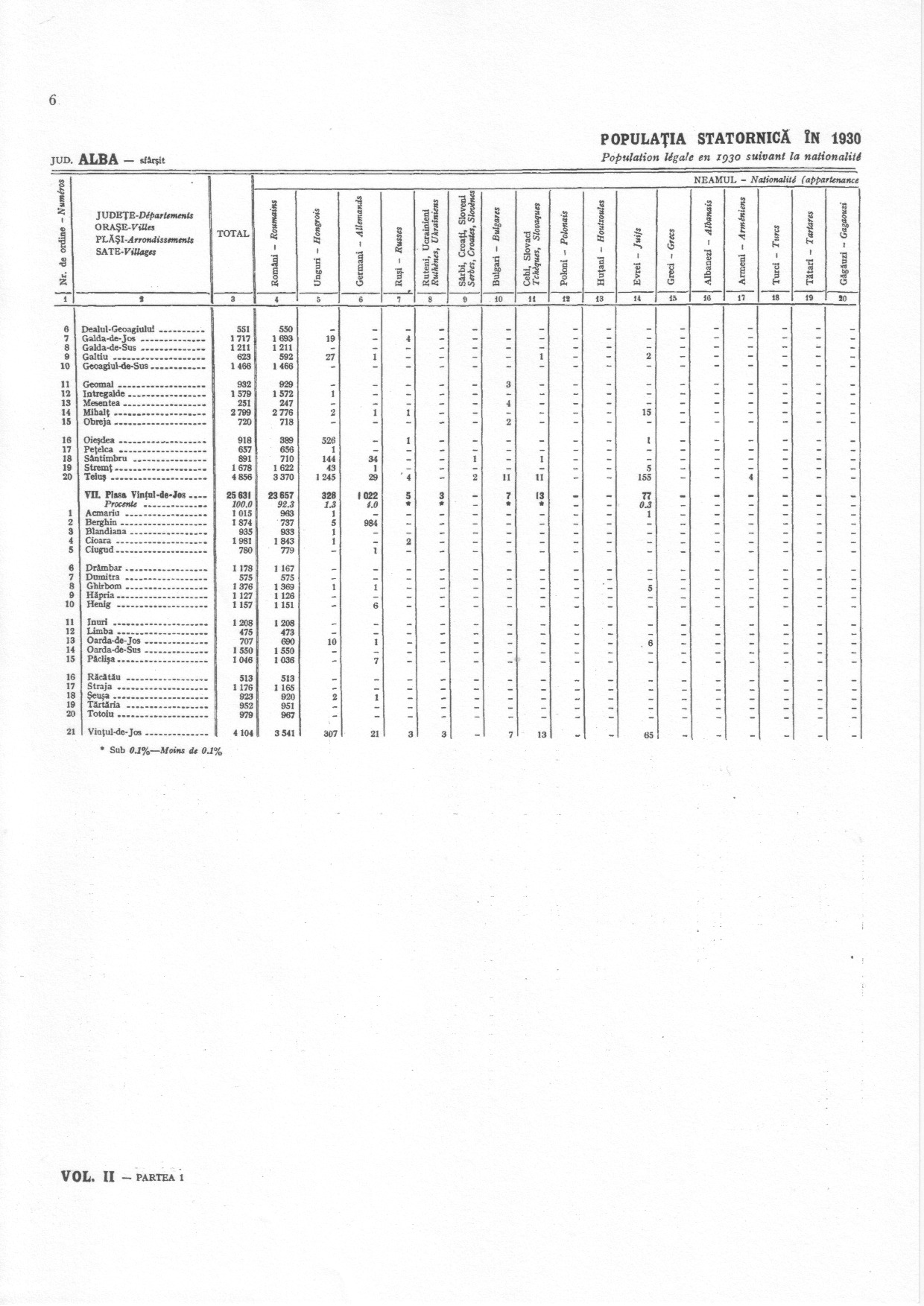
Populația județului în anul 1930, după etnie și limbă maternă
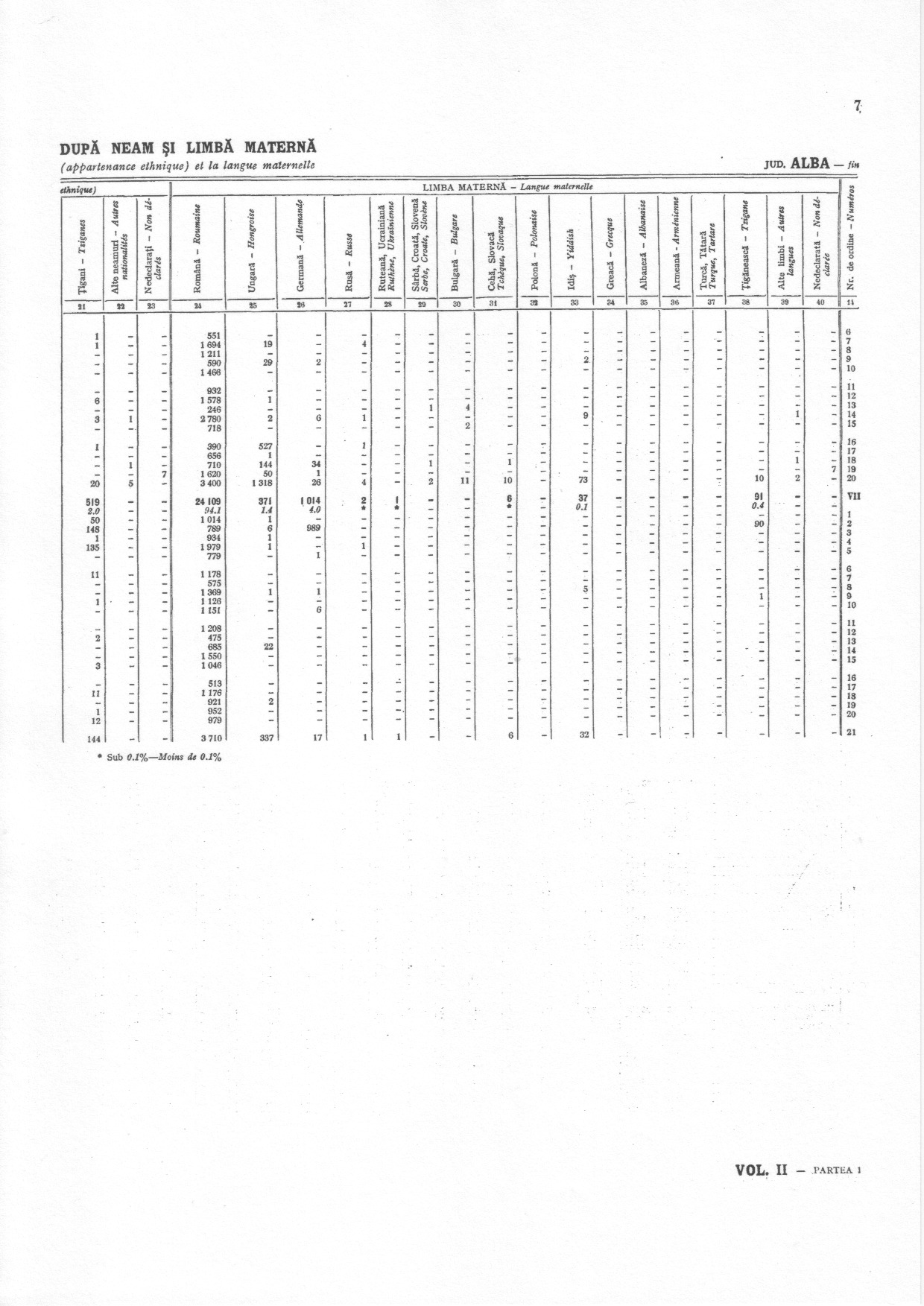
Populația județului în anul 1930, după etnie și limbă maternă
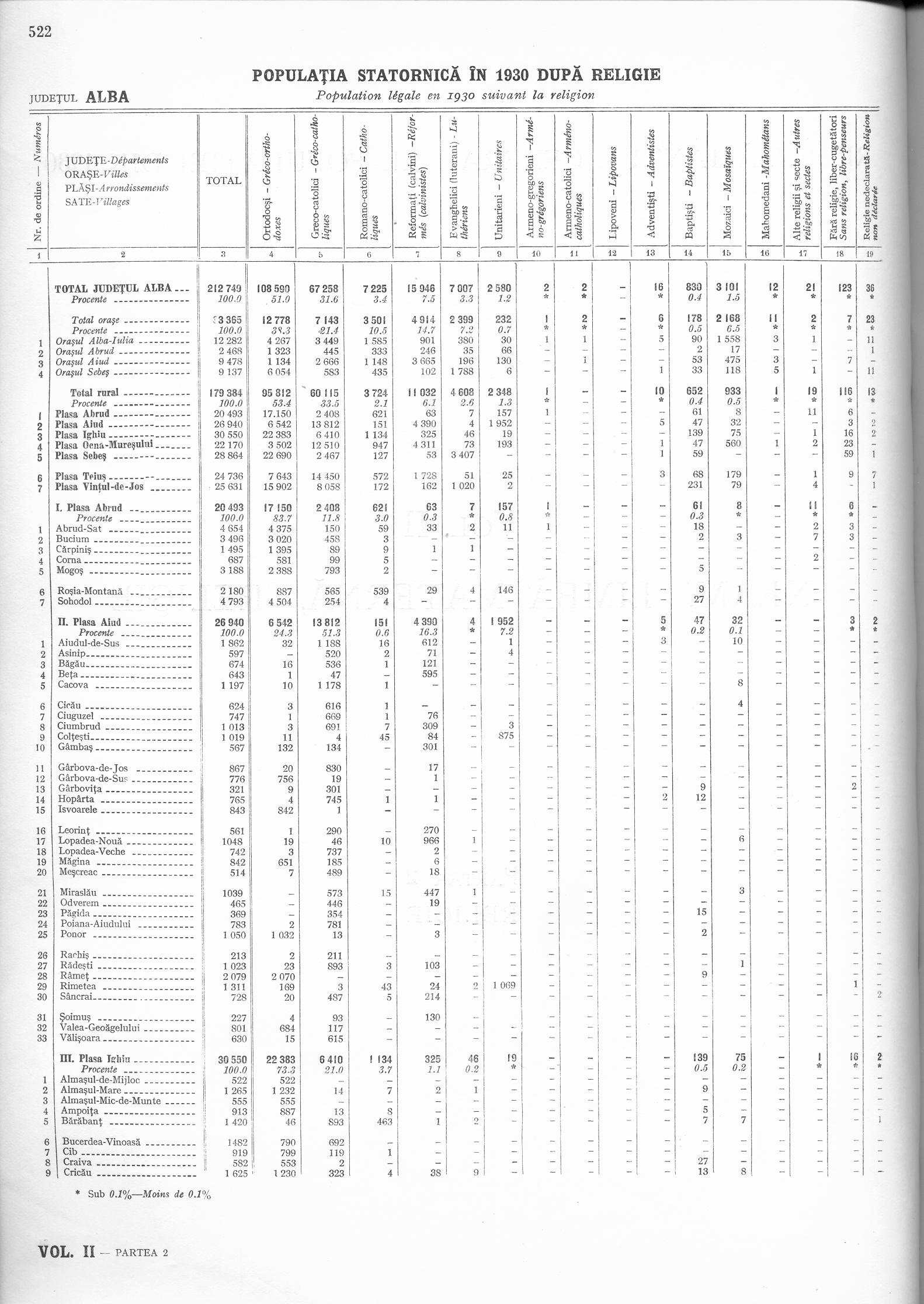
Populația județului în anul 1930, după religie
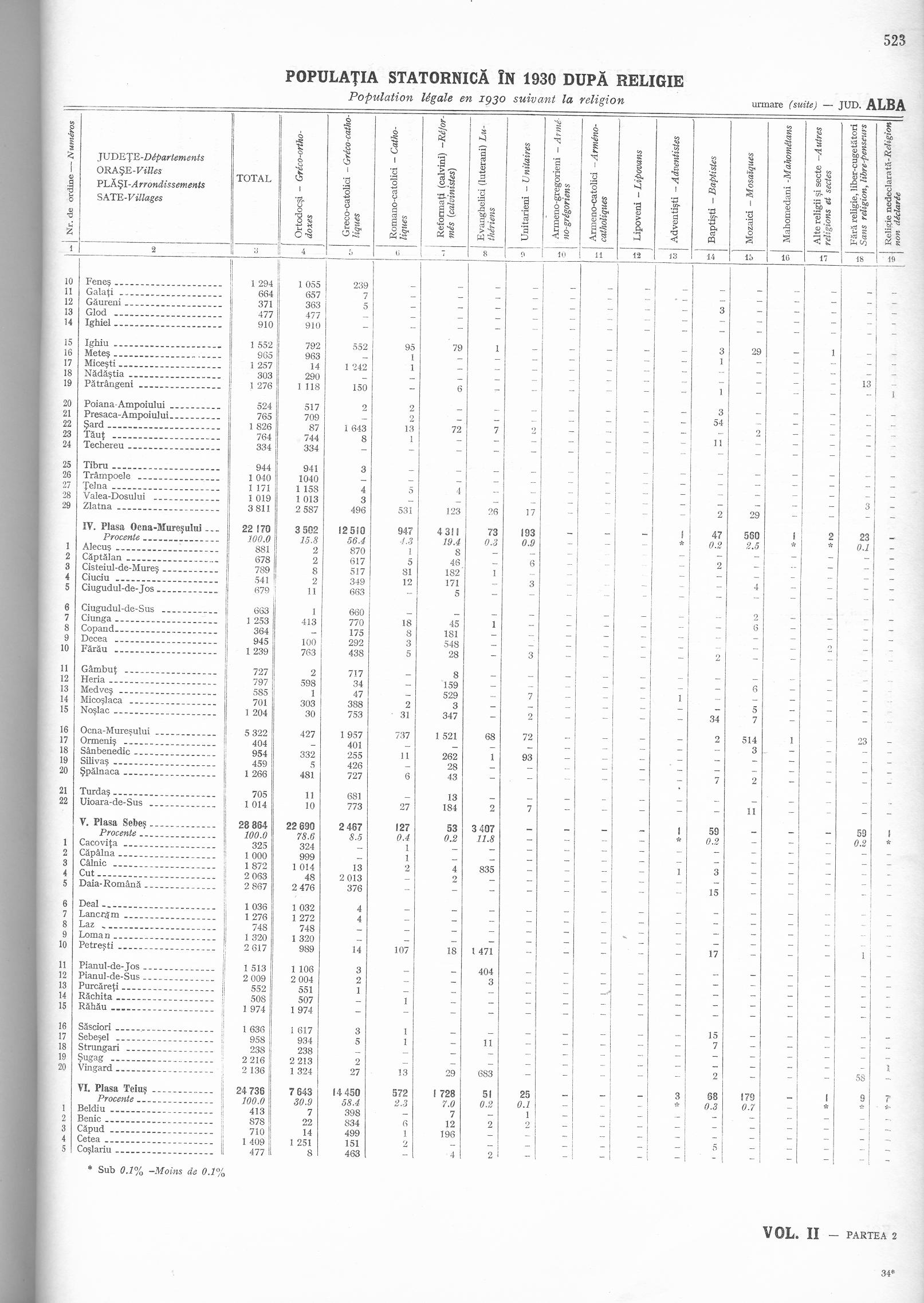
Populația județului în anul 1930, după religie
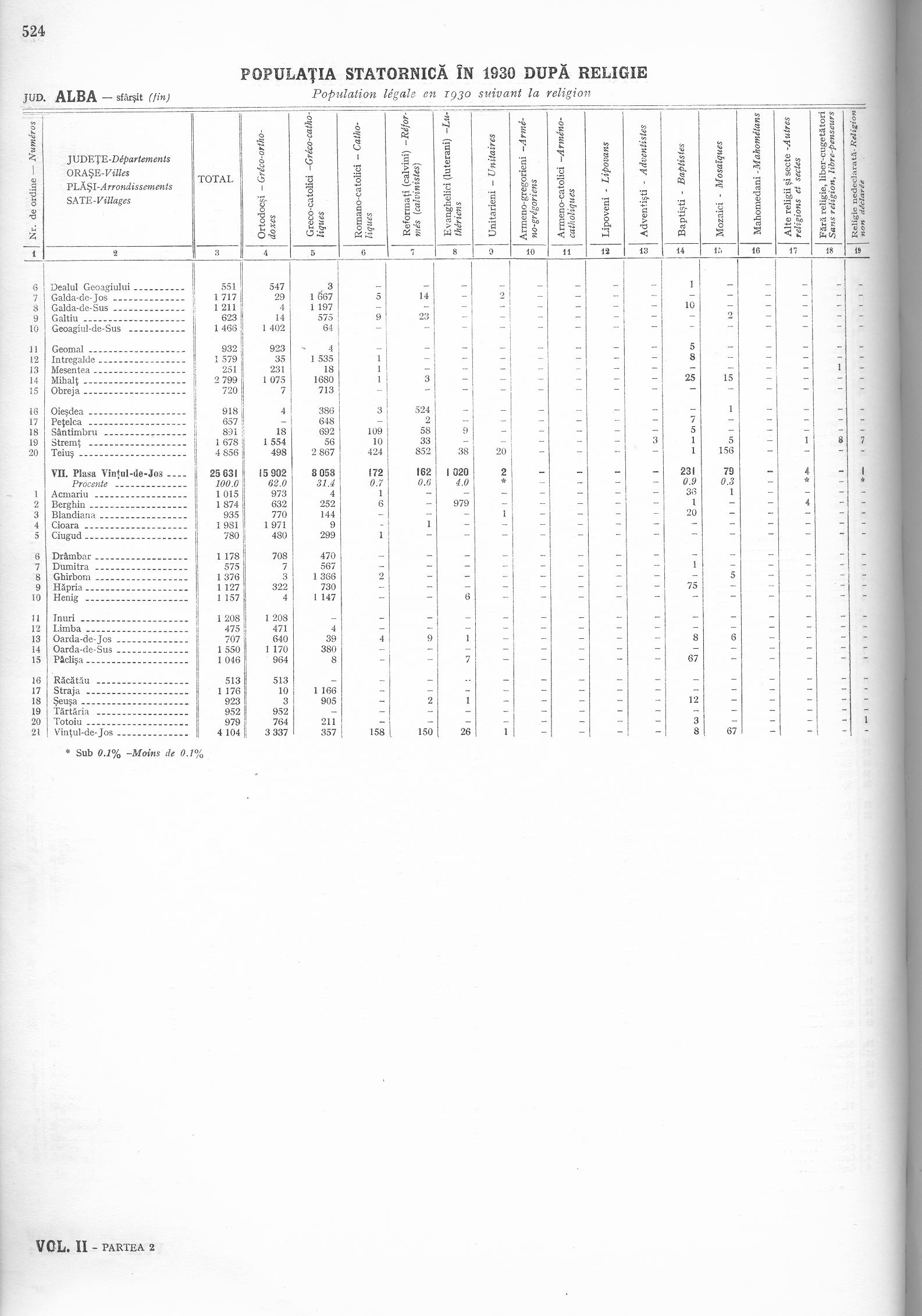
Populația județului în anul 1930, după religie